# Résistance thermique surfacique
Cet article court présente un sujet plus développé dans : Résistance thermique.

La résistance thermique surfacique, appelée aussi coefficient d'isolation thermique surfacique, est la résistance thermique (en mode, conductif, convectif ou rayonnement) rapporté à une unité de surface. Elle s'exprime en mètre carré-kelvins par watt (m2 K W-1).
où  {\displaystyle {\Delta T}} est la différence de température en °C ou en K. et {\displaystyle \varphi } est la densité de flux thermique en watts par mètre carré (W m-2).
En thermique du bâtiment, on fait usage de la résistance thermique surfacique pour mesurer la résistance thermique d'une paroi (le transfert thermique s'y fait par conduction, convection et rayonnement) ou d'un matériau (le transfert thermique s'y fait par conduction).
C'est l'inverse du coefficient de transmission thermique surfacique qui s'exprime en watts par mètre carré-kelvin.
Les administrations tiennent à disposition des citoyens des listes de matériaux isolants éligibles pour obtenir des primes ou des prêts à l'isolation, qui comportent éventuellement une valeur de résistance thermique (en mètre carré-kelvins par watt). Le coefficient de transmission thermique surfacique U est parfois employé, dimensionné en watts par mètre carré-kelvin.
Il est à noter que la résistance thermique surfacique correspond à une résistance thermique (totale de toute une surface) multipliée (et non divisée) par cette surface. La résistance thermique totale d'une surface est en effet, pour un même matériau donné, inversement proportionnelle à cette surface (des surfaces plus grandes étant moins résistantes), et non proportionnelle à elle.
A contrario, le coefficient de transfert thermique (aussi appelé conductance thermique surfacique), inverse de la résistance thermique surfacique, est, lui, proportionnel (et non inversement proportionnel) à la surface, et correspond bien à une conductance thermique (totale) divisée par la surface du matériau.